# Hasip Korkmazyürek
Hasip Korkmazyürek (* 1. Mai 2003 in Berlin) ist ein deutsch-türkischer Fußballspieler, der als Mittelfeldspieler für den niederländischen Erstligisten Fortuna Sittard spielt.

## Karriere
Korkmazyürek spielte in der Jugend zunächst für den FC Internationale Berlin, bevor er 2017 seine Heimatstadt verließ und sich Hansa Rostock anschloss. In der Rückrunde der Saison 2021/22 sammelte er dort erste Erfahrungen im Seniorenbereich, als er fünfmal für die zweite Mannschaft in der Oberliga Nordost zum Einsatz kam. Nach fünf Jahren in Rostock, wechselte er 2022 für ein Jahr in die U19 von İstanbulspor.
Im Sommer 2023 wechselte er zu Fortuna Sittard, wo er in der zweiten Mannschaft spielt. In der Saison 2024/25 kam er in der Eredivisie zu seinem Debüt als Einwechselspieler und verbuchte bisher zwei Kurzeinsätze.